# Torneo Copa de Guatemala 1995
El Torneo Copa Gallo 1995 fue la edición del torneo de copa que se realizó en Guatemala. 
El campeón de esta edición fue el Municipal que enfrentó en la final al club Xelajú M.C. ganándole por un marcador de 2-1.

## Primera ronda

### Grupo A
| Equipo         | Pts | PJ | PG | PE | PP | GF | GC | Dif |
| -------------- | --- | -- | -- | -- | -- | -- | -- | --- |
| Municipal      | 15  | 6  | 5  | 0  | 1  | 20 | 6  | +14 |
| Amatitlán      | 9   | 6  | 2  | 3  | 1  | 8  | 6  | +2  |
| Tally Juca     | 5   | 6  | 1  | 2  | 3  | 4  | 19 | -15 |
| Cobán Imperial | 3   | 6  | 1  | 1  | 4  | 6  | 7  | -1  |

### Grupo B
| Equipo         | Pts | PJ | PG | PE | PP | GF | GC | Dif |
| -------------- | --- | -- | -- | -- | -- | -- | -- | --- |
| Comunicaciones | 13  | 6  | 4  | 1  | 1  | 8  | 5  | +3  |
| Xelajú MC*     | 10  | 6  | 3  | 1  | 2  | 13 | 8  | +5  |
| Escuintla      | 5   | 6  | 1  | 2  | 3  | 7  | 8  | -1  |
| Suchitepéquez  | 5   | 6  | 1  | 2  | 3  | 7  | 12 | -5  |

- Clasificado a semifinales por ser mejor segundo

### Grupo C
| Equipo      | Pts | PJ | PG | PE | PP | GF | GC | Dif |
| ----------- | --- | -- | -- | -- | -- | -- | -- | --- |
| Aurora      | 16  | 6  | 5  | 1  | 0  | 12 | 3  | +9  |
| Mictlán     | 10  | 6  | 3  | 1  | 2  | 10 | 6  | +4  |
| Izabal JC   | 4   | 6  | 1  | 1  | 4  | 6  | 16 | -10 |
| Sacachispas | 3   | 6  | 0  | 3  | 3  | 2  | 5  | -3  |

## Fase final
|  | Semifinales    | Semifinales    | Semifinales | Semifinales | Semifinales |   |           | Final     | Final | Final | Final | Final |
|  |                |                |             |             |             |   |           |           |       |       |       |       |
|  | Municipal      | Municipal      |             |             | 1           |   |           |           |       |       |       |       |
|  | Comunicaciones | Comunicaciones |             |             | 0           |   |           |           |       |       |       |       |
|  |                |                |             |             |             |   | Municipal | Municipal | 1     | 1     | 2     |       |
|  |                | Xelajú MC      | Xelajú MC   | 0           | 1           | 1 |           |           |       |       |       |       |
|  | Xelajú MC      | Xelajú MC      |             |             | 1           |   |           |           |       |       |       |       |
|  | Aurora         | Aurora         |             |             | 0           |   |           |           |       |       |       |       |

### Semifinales
| 20 de agosto de 1995 | Municipal         | 1:0 | Comunicaciones | Estadio Cementos Progreso, Ciudad de Guatemala |                                   |
|                      | Juan Carlos Plata |     |                | Árbitro(s): César Hernández Palma              | Árbitro(s): César Hernández Palma |

| 20 de agosto de 1995 | Xelajú M.C.           | 1:0 | Aurora | Estadio Mario Camposeco, Quetzaltenango |  |
|                      | Selvin Rivera Galindo |     |        |                                         |  |

### Final
| 27 de agosto de 1995 | Xelajú M.C. | 0:1 (0:0) | Municipal                    | Estadio Mario Camposeco, Quetzaltenango |  |
|                      |             |           | Juan Oficialdegui 66' (pen.) |                                         |  |

| ? de 1995 | Municipal | 1:1 | Xelajú M.C. | Estadio Mateo Flores, Ciudad de Guatemala |  |